# Crassiclava balteata
Crassiclava balteata là một loài ốc biển, là động vật thân mềm chân bụng sống ở biển trong họ Turridae.